# Небременна
„Небременна“ (на английски: Unpregnant) е американска приключенска трагикомедия от 2020 г. на режисьора Рейчъл Лий Голденбърг, която също е сценарист на филма. Филмът е базиран на едноименния роман на Тед Каплан и Джени Хендрикс. Във филма участват Хейли Лу Ричардсън, Барби Ферейра, Алекс Макникъл, Брекин Майър, Джианкарло Еспозито, Шугар Лин Биърд, Бети Ху, Мати Маккормак, Дени Лав, Рамона Йънг и Кара Ройстър. Филмът е пуснат на 10 септември 2020 г. по HBO Max.